# Градови хероји у СФРЈ
Град херој је било почасно звање у Социјалистичкој Федеративној Републици Југославији (СФРЈ) за градове одликоване Орденом народног хероја за заслуге њихових становника током Народноослободилачке борбе, од 1941. до 1945. године. Звање је уведено по узору на градове хероје (рус. город-герой) у Совјетском Савезу, који су одликовани Медаљом Златном звездом Хероја Совјетског Савеза за заслуге током Великог отаџбинског рата.
Градови хероји у СФР Југославији били су — Београд, Дрвар, Загреб, Љубљана, Нови Сад, Прилеп, Приштина и Цетиње, чиме је испоштована форма да по један град у свакој републици и покрајини носио ово признање. Поред овог званичног почасног звања, у СФРЈ је постојала и незванична титула „град са Титовим именом”, а Дрвар је био једини град који је имао оба префикса.

## Историјат
Орден народног хероја установљен је 15. августа 1943. одлуком Врховног штаба НОВ и ПОЈ као највише одликовање за храброст, којим су одликовани борци и руководиоци Народноослободилачке војске (НОВЈ). Према Закону о одликовањима Демократске Федеративне Југославије донетим 9. јуна 1945, као и Статутом ордена усвојеним 27. јануара 1946, Орден се могао додељивати само појединцима. Пре званичне измене Статута ордена, 1956. године, када је дозвољено да се њиме одликују и друштвене организације, Орден је 14. октобра 1948. додељен Савезу комунистичке омладине Југославије (СКОЈ). Поводом петнаестогодишњице битке на Сутјесци, јула 1958. започело са праксом додељивања Ордена народног хероја војним јединицама, које су се посебно истакле у току Народноослободилачког рата.
Појам „град херој” почео се користити у Совјетском Савезу  1942, у току Другог светског рата, а званично је уведен 8. маја 1965. када је поводом двадесетеогодишњице Победе над фашизмом Указом Президијума Врховног совјета СССР за градове хероје проглашено шест градова —  Москва, Лењинград, Волгоград (раније Стаљинград), Кијев, Севастопољ и Одеса, као и утврђење Брестовска тврђава. У периоду од 1973. до 1985. за градове хероје проглашено је још пет градова — Керч, Новоросијск, Минск, Тула, Мурманск и Смоленск, чиме је укупан број градова хероја у СССР износио дванаест.
Следећи праксу из Совјетског Савеза у Југославији се 1970. године почело са проглашењем градова хероја. Први град одликован Орденом народног хероја била је Љубљана, која је поводом двадесетпетогодишњице ослобођења одликована 24. априла 1970. Указом председника СФРЈ за осведочено херојско дело и показан масован и јединствен отпор непријатељу, као и за изванредан допринос организацији револуционарне власти, здравствене и санитетске службе, службе безбедности и обавештавања и за успехе постигнуте у оружаним акцијама које су дале велики допринос победи над непријатељем у току Народноослободилачке борбе. Истим Указом одликована је и Служба обавештавања и безбедности (словен. Varnostno-obaveščevalna služba, VOS) тајна организација која од октобра 1941. до фебруара 1944. деловала као безбедносно-обавештајна служба Ослободилачког фронта (ОФ) и ЦК КП Словеније. До маја 1943. дејство ове организације било је највећим делом у Љубљани и њеној околини, где су вршене диверзије, атентати и разне друге акције против окупатора. Свечана предаја Ордена народног хероја граду Љубљани уприличена је 9. маја 1970. на седници Општег градског сабора Скупштине града Љубљане, одржаној у хали „Тиволи”. Том приликом председник Скупштине СР Словеније Сергеј Крајгер уручио је орден председнику Скупштине града Михи Кошаку.
Четири године након Љубљане, Орденом народног хероја је поводом тридесетогодишњице немачког ваздушног десанта одликован Дрвар. Указом председника Републике од 17. маја 1974. одликован је за херојска дела и јединствен отпор непријатељу приликом фашистичког десанта на град и Врховни штаб НОВ и ПОЈ и за изванредно велики допринос победи над непријатељем у Народноослободилачком рату. Истим Указом одликована је и шеснаестогодишња девојка Милка Боснић, која је убијена у току десанта, а непосредно пре смрти спасила је посаду партизанског тенка. Свечана прослава тридесетогодишњице десанта на Дрвар, којој је присуствовао председник СФРЈ Јосип Броз Тито, одржана је 1. и 2. јуна 1974. године. Најпре је 1. јуна изведена војна вежба Дрвар 74, а сутрадан одржан велики народни збор на коме је Тито председнику Скупштине општине Дрвар Љубану Лукачу уручио Орден народног хероја. Истом приликом председнику Општинске конференције Савеза омладине Дрвара Бошку Курачу уручен је орден Милке Боснић, а генерал-мајору Милану Шијану, ратном команданту Треће личке ударне бригаде, уручен је орден којим је ова бригада одликована 30. маја 1974. године.
Исте године када и Дрвар, за град херој је проглашен и Београд. Главни град СФРЈ и СР Србије, одликован је Указом председника Републике за јуначке отпоре страним завојевачима и неустрашиви слободарски дух, за херојска дела и безбројне жртве у Народноослободилачких борби и за истакнути допринос револуционарном социјалистичком преображају Југославије на тридесету годишњицу ослобођења 20. октобра 1974. године. Истог дана у спортској хали „Пионир” одржана је свечана прослава на којој је председник СФРЈ Јосип Броз Тито предао Орден народног хероја Живораду Ковачевићу, председнику Скупштине града Београда.
Указом председника СФРЈ 7. маја 1975. поводом тридесетогодишњице ослобођења земље, а за херојска дела и подвиге, за безбројне жртве и изванредан допринос победи над непријатељем у Народноослободилачком рату за градове хероје проглашени су — Загреб, Нови Сад, Прилеп, Приштина и Цетиње. Уручење Ордена народног хероја представницима ових градова организовано је у току исте године. Свечана предаја Ордена народног хероја Новом Саду одржана је 6. јуна 1975. на свечаној седници Општег сабора Скупштине општине Нови Сад у спортској дворани на Новосадском сајму, на којој је председник Председништва САП Војводине Радован Влајковић орден уручио председнику Скупштине општине Јовану Дејановићу. Орден народног хероја предат је Прилепу поводом Дана борца 4. јула 1975. на великом народном збору одржаном у Парку револуције. Орден је у име града Прилепа примио председник Скупштине општине Прилеп Живко Магдески, а уручио му га је председник Централног комитета Савеза комуниста Македоније Ангел Чемерски. Предаја Ордена народног хероја Цетињу организована је поводом Дана устанка народа Црне Горе 13. јула 1975. на великом народном збору одржаном на Орловом кршу. Том приликом председник Председништва СР Црне Горе Вељко Милатовић уручо је орден председнику Скупштине општине Цетиње Нику Ражнатовићу.
Предаја Ордена народног хероја Загребу уприличена је током посете Јосипа Броза Тита овом граду, где је боравио од 15. до 18. септембра 1975. године. Свечана церемонија на којој је Тито председнику Скупштине града Загреба Иви Врховецу уручио орден одржана је 16. септембра у концертној дворани „Ватросав Лисински”. Орден народног хероја предат је Приштини на свечаној седници Скупштине општине, одржаној 28. септембра 1975, на којој је председник Председништва САП Косова Џавид Нимани уручио орден председнику Скупштине општине Приштина Назми Мустафи.

## Мапа
| Град     | Република/Покрајина    | Датум проглашења  | Датум уручења ордена | Мапа                                                  |
| -------- | ---------------------- | ----------------- | -------------------- | ----------------------------------------------------- |
| Љубљана  | СР Словенија           | 24. април 1970.   | 9. мај 1970.         | БеоградЦетињеДрварЉубљанаЗагребНови СадПриштинаПрилеп |
| Дрвар    | СР Босна и Херцеговина | 17. мај 1974.     | 2. јун 1974.         | БеоградЦетињеДрварЉубљанаЗагребНови СадПриштинаПрилеп |
| Београд  | СР Србија              | 20. октобар 1974. | 20. октобар 1974.    | БеоградЦетињеДрварЉубљанаЗагребНови СадПриштинаПрилеп |
| Загреб   | СР Хрватска            | 7. мај 1975.      | 16. септембар 1975.  | БеоградЦетињеДрварЉубљанаЗагребНови СадПриштинаПрилеп |
| Цетиње   | СР Црна Гора           | 7. мај 1975.      | 13. јул 1975.        | БеоградЦетињеДрварЉубљанаЗагребНови СадПриштинаПрилеп |
| Прилеп   | СР Македонија          | 7. мај 1975.      | 4. јул 1975.         | БеоградЦетињеДрварЉубљанаЗагребНови СадПриштинаПрилеп |
| Нови Сад | САП Војводина          | 7. мај 1975.      | 6. јун 1975.         | БеоградЦетињеДрварЉубљанаЗагребНови СадПриштинаПрилеп |
| Приштина | САП Косово             | 7. мај 1975.      | 28. септембар 1975.  | БеоградЦетињеДрварЉубљанаЗагребНови СадПриштинаПрилеп |

## Напомена
1. ↑  У књизи Народни хероји Југославије стоји податак да је одликована 9. маја 1970.[27]